# Лаппония (книга)
Лаппо́ния (лат. Lapponia) — книга, написанная Иоганном Шеффером (1621—1679) на латинском языке.
Охватывает обширную историю топологии Северной Скандинавии, окружающей среды и условий жизни саамов, жилища, одежды, гендерных ролей, охоты, воспитания детей, шаманизма и язычества.

## История
Книга была опубликована в конце 1673 года во Франкфурте-на-Майне и тщательно переведена на английский, немецкий, французский (1678, переводчик Olivier de Varennes) и нидерландский языки. Позже появились адаптированная и сокращённая версии, в которых от оригинала остались только главы о шаманизме и религии, а остальные разделы заменены рассказами о магии, колдовстве, барабанах и язычестве.
В 1956 году книга была впервые переведена на шведский язык (как Lappland, Acta Lapponica 8, Uppsala 1956).